# Thomas Meuser
Thomas Meuser (* 1. April 1961) ist ein deutscher Wirtschaftswissenschaftler. Seit 2023 ist er Inhaber des Lehrstuhls für Personal- und Changemanagement an der Hochschule für Technik, Wirtschaft und Gesundheit Bochum, seit 2009 leitet er das Gaia-Institut für Umweltmanagement mit Sitz in Schwerte. 

## Leben
An der Ruhr-Universität Bochum studierte Thomas Meuser Wirtschaftswissenschaften und promovierte 1992 mit einer Arbeit über umweltschutzorientierte Unternehmensführung. Als Fachbereichsleiter für Umwelt- und Qualitätsmanagement war er an der MA Management Akademie in Essen tätig, bevor er 1996 Professor für Unternehmensführung und Umweltmanagement an der dortigen FOM – Hochschule für Oekonomie und Management wurde. 1998 übernahm er eine Tätigkeit an der Hochschule Fresenius, bei der er als Gründungsdekan den Fachbereich Wirtschaft & Medien initiierte und ausbaute. 2008 wechselte er an die Iserlohner BiTS (heute UE University of Europe for Applied Sciences) und gründete dort als Professor für Personalmanagement und Prodekan das zeitgleich eingeführte Bachelor-Programm Green Business Management. 2023 wechselte er zur Bochumer Hochschule für Gesundheit, die sich im Januar 2025 mit der Hochschule Bochum (Technik, Wirtschaft, Gesundheit) zusammengeschlossen hat. Bei der Staatlichen Zentralstelle für Fernunterricht ist Thomas Meuser Mitglied der Prüfkommission für den ecoanlageberater-Lehrgang.
Zu den Forschungsschwerpunkten Thomas Meusers zählen Personal-, Umwelt- und Bildungsmanagement sowie Gesundheitsökonomie.

## Veröffentlichungen (Auswahl)
- Thomas Meuser: Umweltschutz und Unternehmensführung: ein Konzept aktiver Integration. 2., überarbeitete und aktualisierte  Auflage. Deutscher Universitäts-Verlag, Wiesbaden 1995, ISBN 3-8244-0227-0.
- Paul Klemmer, Thomas Meuser (Hrsg.): EG-Umweltaudit. Der Weg zum ökologischen Zertifikat. Gabler, Wiesbaden 1995, ISBN 3-409-13240-6.
- Thomas Meuser, Horst Pomp, Hans-Jörg Rippe (Hrsg.): Ökologie im Krankenhaus – ein Gemeinschaftsprojekt. MA, Akademie Verlags- und Druck-Gesellschaft, Essen 1996, ISBN 3-89275-012-2.
- Thomas Meuser: Die ökonomischen Wirkungen des Betrieblichen Gesundheitsmanagements. In: Detlef Kuhn/Dieter Sommer (Hrsg.): Betriebliches Gesundheitsmanagement. Gabler, Wiesbaden 2004, ISBN 3-409-12642-2, S. 237–249.
- Thomas Meuser u. a.: Prospektive Erfassung der direkten und indirekten Kosten des idiopathischen Parkinson-Syndroms. In: Der Nervenarzt. Band 10, 2006, ISSN 0028-2804, S. 1204–1209.
- Thomas Meuser, Carola von Peinen: Sustainable Tourism - “Wish you weren’t here”. In: Ian Jenkins/Roland Schröder (Hrsg.): Sustainability in Tourism. A Multidisciplinary Approach. Gabler, Wiesbaden 2013, ISBN 978-3-8349-2806-1, S. 85–102.
- Thomas Meuser (Hrsg.): Promo-Viren: zur Behandlung promotionaler Infekte und chronischer Doktoritis. 3., kurierte  Auflage. Springer Gabler, Wiesbaden 2014, ISBN 978-3-658-03132-9.
- Thomas Meuser, Stefanie Franke: Unplastik Billerbeck. Wissenschaftliche Begleitung eines Projektes zur Entwicklung des Umweltbewusstseins auf kommunaler Ebene. In: IBP – Interkulturelle Begegnungsprojekte e. V. (Hrsg.): Unplastik Billerbeck – Handlungsleitfaden. Billerbeck 2017, S. 18–20.
- Olaf Clemens, Thomas Meuser, Thomas Wember: ESG-Anforderungen und Nachhaltigkeitsberichterstattung. In: NWB Betriebswirtschaftliche Beratung. Nr. 11, 2022, ISSN 1868-2979, S. 328–334.